# کیوان حکیم‌زاده
کیوان حکیم‌زاده (به انگلیسی: Kavon Hakimzadeh) (زاده ۱۹۶۸) دریاسالار ایرانی-آمریکایی در نیروی دریایی ایالات متحده آمریکا است که از ۱۶ ژوئن ۲۰۲۴، به عنوان فرمانده ناوگروه ضربت ۲ فعالیت می‌کند. او به عنوان مدیر عملیات مشترک/ناوگان فرماندهی نیروهای ناوگان ایالات متحده آمریکا از ۲۰۲۲ تا ۲۰۲۴ و به عنوان مدیر الزامات ناو هواپیمابر در دفتر فرمانده عملیات نیروی دریایی آمریکا از ۲۰۲۱ تا ۲۰۲۲ خدمت کرد. او قبلاً به عنوان افسر فرماندهی ناو هواپیمابر یواس‌اس هری اس. ترومن از ۲۰۱۹ تا ۲۰۲۱ خدمت می‌کرد. وی در ۱ فوریه ۲۰۲۲، برای ارتقا به سمت دریادار نامزد شد.

## زندگی
حکیم‌زاده، در ۱۹۶۸ در تگزاس، از پدری ایرانی و مادری آمریکایی به دنیا آمد. وقتی نوزاد بود، خانواده‌اش به ایران نقل مکان کردند. وی در یک مدرسه بین‌المللی تحصیل کرد که در آن به دو زبان فارسی و انگلیسی صحبت می‌کردند. او مذهب مادر خود، یعنی کنوانسیون بپتیست جنوبی را حفظ کرد. او در کودکی، در ایران زندگی می‌کرد تا اینکه خانواده‌اش در جریان انقلاب ۱۳۵۷، مجبور به ترک ایران به مقصد آمریکا شدند.
حکیم‌زاده، در زمینه تحصیلات عالی نیز همزمان فعال بود و دارای مدارک کارشناسی مهندسی برق از دانشگاه کارنگی ملون، کارشناسی ارشد از دو دانشگاه جانز هاپکینز و دانشگاه اولد دامینیون و فِلوی دانشگاه ام آی تی می‌باشد.